# Pugio

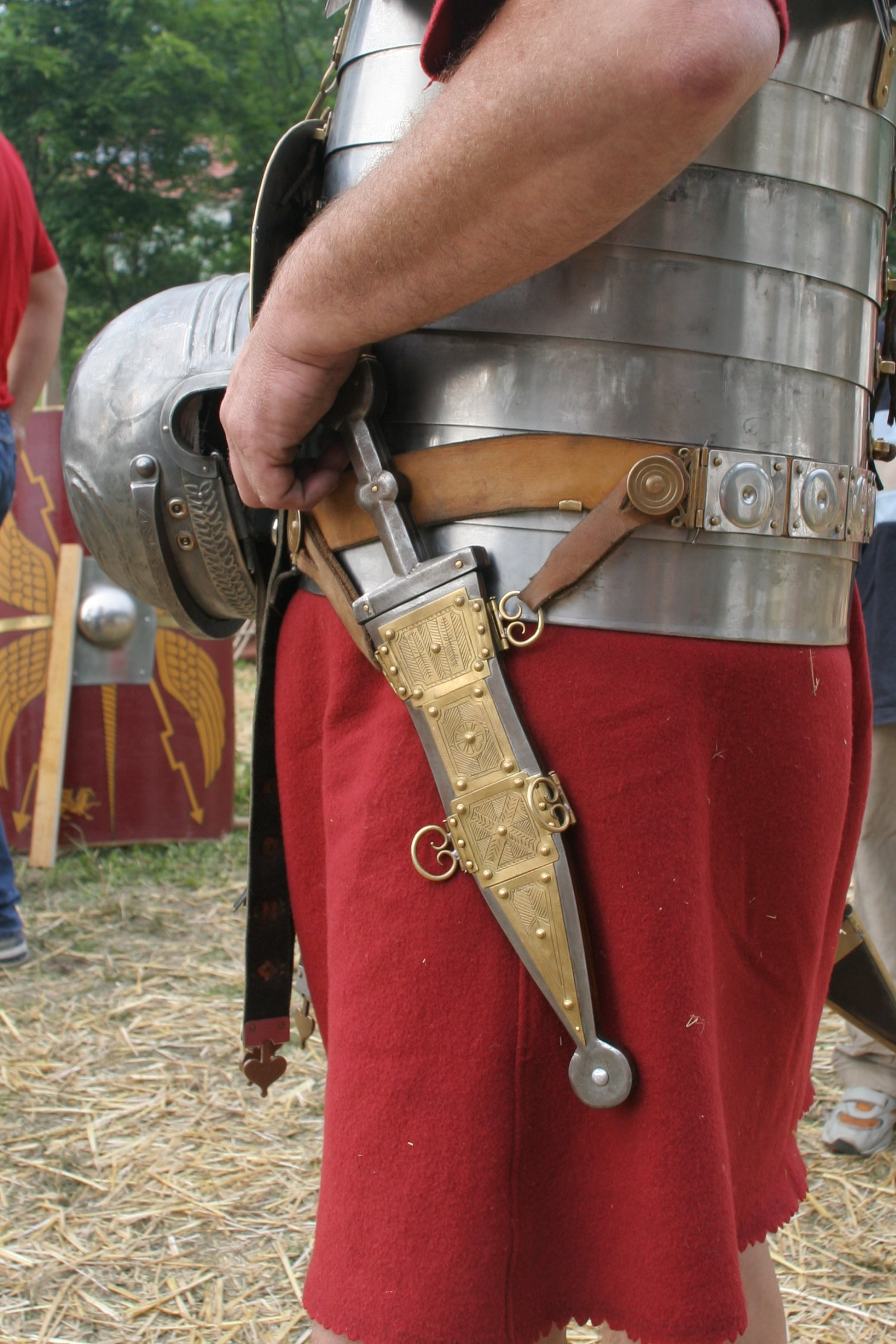
Reconstrucció d'una Pugio: un soldat romà de l'any 70 dC

El pugio era un punyal petit utilitzat pels soldats romans com una arma auxiliar, però van trobar-li molts usos, especialment com a ganivet. Els funcionaris de l'imperi van utilitzar-los ornamentats segons el seu càrrec, i alguns els feien servir com una defensa en cas de torbar algun imprevist. El punyal era una arma utilitzada en assassinats i suïcidis, per exemple, els conspiradors que van apunyalar a Juli Cèsar utilitzaven pugions.

## Etimologia
La paraula pugio prové de l'arrel indoeuropea peuĝ- que significa: punyal, pal. També és possible que el nom derivi de punxa i apunyalar, ja que són sinònims en moltes llengües indoeuropees.

## Ús
Igual que la gladius, la pugio era una arma punxant, el tipus preferit pels romans. D'aquests punyals Vegeci diu:
| «                        | Un tall fet amb la fulla, encara que sigui amb força, poques vegades mata .... En canvi, una punyalada que penetra 5 centímetres, sol ser mortal... el cos està cobert, mentre que amb una empenta decisiva a l'oponent rep el primer cop, abans de veure l'espasa. Aquest és el principal mètode de lluita utilitzat pels romans ... | » |
| — Vegeci, De Re Militari | |   |

## Història

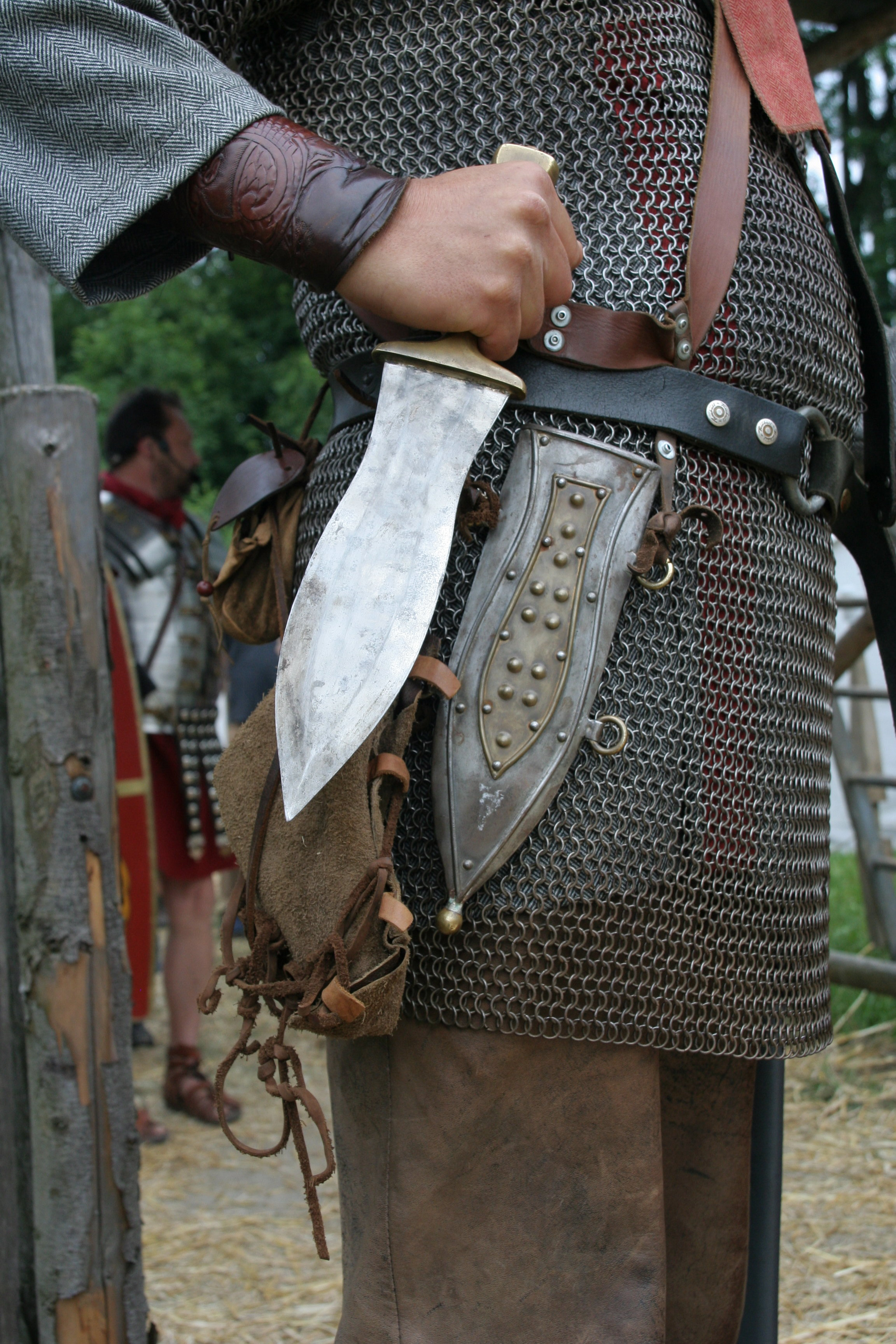
Reconstrucció d'una Pugio: un soldat romà AD 175 des d'una província del nord

### Abans del 50 dC
Originàriament, el punyal tenia una gran fulla de 18 cm a 28 cm de llarg i 5 cm o mes d'amplada. El pugio tenia un nervi central que dotava la fulla de resistència i fermesa.
La paraula pugio apareix en l'autor Ciceró per primer cop, com a referència del punyal utilitzar per Marc Juni Brut per apunyalar a Juli Cèsar. Suetoni confira que tots els conspiradors utilitzaren les pugions per l'ocasió i que després alguns d'ells es van suïcidar amb la daga utilitzada prèviament. En les pàgines de Ciceró el pugio sembla haver estat l'arma preferida d'assassinar i del suïcidi perquè era molt fàcil d'amagar en els plecs de les túniques romanes.

### En el 50 dC i després
Igual que les altres peces de l'equip dels legionaris, la daga va patir alguns canvis durant el segle i. A partir de l'any 50 dC van aparèixer els models amb l'espiga rodona, en canvi l'aparença externa no va canviar, tot i que alguns models tenien una fulla més estreta, sense "cintura" central i quasi sense reforç.
L'empunyadura sempre va mantenir una forma similar. Copiada dels punyals hispans, estava construïda amb dos capes de fusta envoltant l'espiga que a la vegada estava coberta de dos capes fines de ferro. En algunes ocasions estava gravada. L'empunyadura era petita i era estreta pel motiu que fins i tot les que estaven fetes de ferro no pesaven gaire.
L'empunyadura del pugio acabà tinguen uns 10-12 cm i les fulles van ser més estretes, de menys de 4,5 cm d'ample.
Les referències al pugio més comuns són en la literatura de l'imperi, especialment a Tàcit i Suetoni. Tàcit escriu que Gneu Domici Corbuló havia executat un soldat per no portar una espasa mentre cavava una trinxera i un altre per fer servir només una pugio en la mateixa activitat, de la qual es pot deduir que tots els soldats les feien servir
La utilització del pugio es va convertir en un costum entre els dignataris i els alts funcionaris, els emperadors va portar a simbolitzar el poder de la vida i la mort. Tàcit també explica que un centurió, Sempronius Densus, de la guàrdia pretoriana va utilitza un pugio per salvar a Luci Calpurni Pisó Licinià.